# Cyparium collare
Cyparium collare (лат.) — вид жуков-челновидок (Scaphidiinae) рода Cyparium из семейства жуков-стафилинид. Бразилия.

## Описание
Мелкие жесткокрылые: длина тела от 2,5 до 3,5 мм. От близких видов отличаются следующими признаками: переднеспинка красновато-коричневая, надкрылья чёрные; глаза заметно шире головы, округлые. XI антенномер шестиугольный, удлинённый. Гипомерон только латерально с черепитчатой микроскульптурой. Метавентрит гладкий, но латерально с черепитчатой микроскульптурой. 8-й тергит самцов грубо пунктирован. Эдеагус с короткой вершиной; отверстия сверху тонкие, образуют широкий острый угол; парамеры короткие. Дистальные гонококситы изогнутые и толстые. Блестящие, коричневато-чёрные. Надкрылья покрывают все сегменты брюшка, кроме нескольких последних. Формула члеников лапок: 5—5—5. Микофаги, собраны на грибах Marasmiellus, Негниючник, Белонавозник, Волоконница (Агариковые, Inocybaceae), Valvariela, Белошампиньон, Лепиота, Macrolepiota (Agaricaceae), Heimiomyces, Мицена (Mycenaceae), Lulesia, Вёшенка, Вольвариелла, Плютей (Pleurotaceae), Энтолома, Коноцибе (Больбитиевые), Навозник рассеянный (Псатирелловые), Favolus tenuiculus (Полипоровые).

## Таксономия
Вид был впервые описан в 1920 году французским энтомологом Морисом Пиком (1866—1957) по типовым материалам из Бразилии.